# أوستن باورز (سلسلة أفلام)
أوستن باورز (بالإنجليزية: Austin Powers) هي سلسلة من 3 أفلام أكشن كوميديا وهي فيلم أوستن باورز: رجل الغموض الدولي المنتج في سنة 1997 وأوستن باورز: الجاسوس الذي غيرني المنتج في سنة 1999 وأوستن باورز في غولدميمبر المنتج في سنة 2002 وقد كانت هذه الأفلام من إخراج جاي روتش وبطولة مايك مايرز الذي مثل دور أوستن باورز ودكتور إيفل الشخصية الشرية فيه معاً، وقد تم توزيع الفلم من قبل شركة نيو لاين سينما، سلسلة الأفلام هذه كانت محاكاة ساخرة لسلسلة أفلام جيمس بوند، وقد نالت سلسلة الأفلام هذه شهرة واسعة وفي الأونة تم كلام أنه سيتم إنتاج جزء رابع للفلم.